# Ski de fond aux Jeux paralympiques de 1976
Navigation
Geilo 1980
Les épreuves de ski de fond aux Jeux paralympiques d'hiver de 1976 se tiennent du 21 au 28 février 1976 à la station alpine de Örnsköldsvik (Suède). Les épreuves sont réservés au handicap physique et aux déficients visuels.

## Compétition
Les épreuves au programme sont la course individuelle sur courte et moyenne distance et une épreuve de relais à trois.
Pour chaque épreuve, il y a une course pour chaque catégorie de handicap
- I - debout, amputation d'une seule jambe au-dessous du genou
- II - debout, amputation d'une seule jambe au-dessus du genou
- III - debout, amputation d'un bras
- IV B - debout, amputation des deux bras
- A - aveugle
- B - malvoyant, moins de 10 % de vision fonctionnelle

## Médaillés

### Hommes
| Épreuves                  | Or                                                    | Argent                                                        | Bronze                                                              |
| Debout - Catégorie I      | Debout - Catégorie I                                  | Debout - Catégorie I                                          | Debout - Catégorie I                                                |
| ------------------------- | ----------------------------------------------------- | ------------------------------------------------------------- | ------------------------------------------------------------------- |
| 5 km                      | Pertti Sankilampi (FIN)                               | Otto Malkki (FIN)                                             | Tauno Seppaenen (FIN)                                               |
| 10 km                     | Pertti Sankilampi (FIN)                               | Otto Malkki (FIN)                                             | Tauno Seppaenen (FIN)                                               |
| Debout - Catégorie II     |                                                       |                                                               |                                                                     |
| 5 km                      | Bertil Lundmark (SWE)                                 | Kalle Tiusanen (FIN)                                          | Erkki Kukkanen (FIN)                                                |
| 10 km                     | Bertil Lundmark (SWE)                                 | Kalle Tiusanen (FIN)                                          | Erkki Kukkanen (FIN)                                                |
| Debout - Catégorie I-II   |                                                       |                                                               |                                                                     |
| Relais 3×5 km             | Finlande Otto Malkki Pertti Sankilampi Kalle Tiusanen | Suède Bertil Lundmark Kalevi Mattila Sven-Olof Tornvall       | Allemagne de l'Ouest Hermann Heckel Helmut Kaidisch Siegfried Loose |
| Debout - Catégorie III    |                                                       |                                                               |                                                                     |
| 5 km                      | Teuvo Sahi (FIN)                                      | Walter Klenk (FRG)                                            | Edmund Zahner (FRG)                                                 |
| 10 km                     | Teuvo Sahi (FIN)                                      | Edmund Zahner (FRG)                                           | Raimo Hiiri (FIN)                                                   |
| Debout - Catégorie IV B   |                                                       |                                                               |                                                                     |
| 5 km                      | Reino Vesander (FIN)                                  | Ernst Schwarz (FRG)                                           | Adolf Fritsche (FRG)                                                |
| 10 km                     | Reino Vesander (FIN)                                  | Adolf Fritsche (FRG)                                          | Ernst Schwarz (FRG)                                                 |
| Debout - Catégorie III-IV |                                                       |                                                               |                                                                     |
| Relais 3×10 km            | Finlande Raimo Hiiri Teuvo Sahi Arvo Stahl            | Allemagne de l'Ouest Walter Klenk Ludwig Wagner Edmund Zahner | Autriche Wolfgang Pickl Josef Scheiber Eugen Wilhelm                |
| Malvoyant - Catégorie A   |                                                       |                                                               |                                                                     |
| 10 km                     | Germain Oberli (SUI)                                  | Jarle Johnsen (NOR)                                           | Mauno Sulisalo (FIN)                                                |
| 15 km                     | Jarle Johnsen (NOR)                                   | Ingemar Lundquist (SWE)                                       | Germain Oberli (SUI)                                                |
| Malvoyant - Catégorie B   |                                                       |                                                               |                                                                     |
| 10 km                     | Morten Langeroed (NOR)                                | Sven-Ivar Martin (SWE)                                        | Terje Hansen (NOR)                                                  |
| 15 km                     | Morten Langeroed (NOR)                                | Sven-Ivar Martin (SWE)                                        | Terje Hansen (NOR)                                                  |
| Malvoyant - Catégorie A-B |                                                       |                                                               |                                                                     |
| Relais 3×10 km            | Norvège Terje Hansen Jarle Johnsen Morten Langeroed   | Finlande Martti Juntunen Manu Laakso Matti Ojanen             | Suède Yngve Eriksson Ingemar Lundquist Sven-Ivar Martin             |

### Femmes
| Épreuves                  | Or                                                  | Argent                                           | Bronze                                                  |
| Debout - Catégorie I      | Debout - Catégorie I                                | Debout - Catégorie I                             | Debout - Catégorie I                                    |
| ------------------------- | --------------------------------------------------- | ------------------------------------------------ | ------------------------------------------------------- |
| 5 km                      | Vigdis Bente Mordre (NOR)                           | NC                                               | NC                                                      |
| 10 km                     | Vigdis Bente Mordre (NOR)                           | NC                                               | NC                                                      |
| Debout - Catégorie II     |                                                     |                                                  |                                                         |
| 5 km                      | Lorna Manzer (CAN)                                  | NC                                               | NC                                                      |
| Debout - Catégorie III    |                                                     |                                                  |                                                         |
| 5 km                      | Dorothea Neuweiler (FRG)                            | Aino Turpeinen (FIN)                             | Ellen Sjodin (SWE)                                      |
| 10 km                     | Dorothea Neuweiler (FRG)                            | Aino Turpeinen (FIN)                             | Ellen Sjodin (SWE)                                      |
| Malvoyant - Catégorie A   |                                                     |                                                  |                                                         |
| 5 km                      | Birgitta Sund (SWE)                                 | Gunhild Sundstrom (SWE)                          | Marianne Edfeldt (SWE)                                  |
| 10 km                     | Birgitta Sund (SWE)                                 | Gunhild Sundstrom (SWE)                          | Marianne Edfeldt (SWE)                                  |
| Malvoyant - Catégorie B   |                                                     |                                                  |                                                         |
| 5 km                      | Karin Gustavsson (SWE)                              | Reidun Laengen (NOR)                             | Astrid Nilsson (SWE)                                    |
| 10 km                     | Reidun Laengen (NOR)                                | Astrid Nilsson (SWE)                             | Karin Gustavsson (SWE)                                  |
| Malvoyant - Catégorie A-B |                                                     |                                                  |                                                         |
| Relais 3×5 km             | Suède Karin Gustavsson Astrid Nilsson Birgitta Sund | Norvège Aud Berntsen Aud Grundvik Reidun Laengen | Finlande Ella Kinnunen Sirkka Sulisalo Matleena Talonen |

## Tableau des médailles
| Rang  | Nation               | Or | Argent | Bronze | Total |
| ----- | -------------------- | -- | ------ | ------ | ----- |
| 1     | Finlande             | 8  | 7      | 7      | 22    |
| 2     | Norvège              | 7  | 3      | 2      | 12    |
| 3     | Suède                | 6  | 7      | 7      | 20    |
| 4     | Allemagne de l'Ouest | 2  | 5      | 4      | 11    |
| 5     | Suisse               | 1  | 0      | 1      | 2     |
| 6     | Canada               | 1  | 0      | 0      | 1     |
| 6     | Autriche             | 0  | 0      | 1      | 1     |
| Total | Total                | 25 | 22     | 22     | 69    |